# Isabelle de Naples
Pour les articles homonymes, voir Isabelle d'Aragon.
Pour les autres membres des familles, voir Dynastie de Trastamare et Sforza.
Isabelle de Naples, également appelée Isabelle d'Aragon en raison de son ascendance espagnole, née le 2 octobre 1470 à Naples et morte le 11 février 1524 à Bari, est une aristocrate italienne, duchesse de Milan par son mariage avec Jean Galéas Sforza.

## Biographie

### Enfance
Isabelle est née dans le royaume de Naples, sous le règne de son grand-père paternel, le roi Ferdinand Ier de Naples. Elle est le deuxième enfant du prince héritier Alphonse, duc de Calabre, et d'Ippolita Maria Sforza, fille de Francesco Sforza et de Blanche Marie Visconti . Elle est nommée en l'honneur de sa grand-mère paternelle, Isabelle de Tarente. La princesse a un frère aîné, Ferdinand II de Naples, et un frère cadet, Piero, lieutenant général de Pouilles et prince de Rossano, mort jeune d'une infection . Les frères et sœurs sont élevés au Castel Capuano aux côtés de leurs cousins, les enfants d’Éléonore de Naples, Ferrante et Béatrice d'Este. Isabelle entretient une relation particulièrement étroite avec cette dernière .
La princesse reçoit une éducation soignée, et l'un de ses professeurs est le poète et humaniste Giovanni Pontano . Elle s'intéresse à la musique et à la poésie et, pendant son temps libre, elle écrit quelques poèmes .
Durant son enfance, les parents d'Isabelle ont une relation difficile, caractérisée par la rivalité et le mépris. Alphonse, peut-être menacé par le haut niveau d'éducation d'Ippolita Maria ou dédaigneux de son ascendance, lui manque de respect tout au long de leur mariage . Le duc préfère la compagnie de sa maîtresse, Trogia Gazzela, avec qui il a deux enfants illégitimes, Sancia et Alphonse d'Aragon. Son éducation à la cour impitoyable de Naples a certainement un effet sur Isabelle, affectant son caractère à l'âge adulte .
À partir de 1471, il est prévu qu'Isabelle épouse Jean Galéas Sforza, héritier du duché de Milan, et le contrat est signé le 26 septembre 1472 . Les mariés étant cousins germains, il faut une dispense, qui est facilement obtenue du pape Sixte IV . Le 30 avril 1480, les fiançailles sont célébrées au Castello di Porta Giova de Milan ,. En août 1488, l'envoyé milanais Agostino Calco vient à Naples pour discuter des derniers détails et du déroulement de la cérémonie. L'arrivée de Calco coïncide avec la mort de la mère d'Isabelle . Malgré le deuil, le père d'Isabelle décide de ne pas reporter le mariage .

### Duchesse de Milan

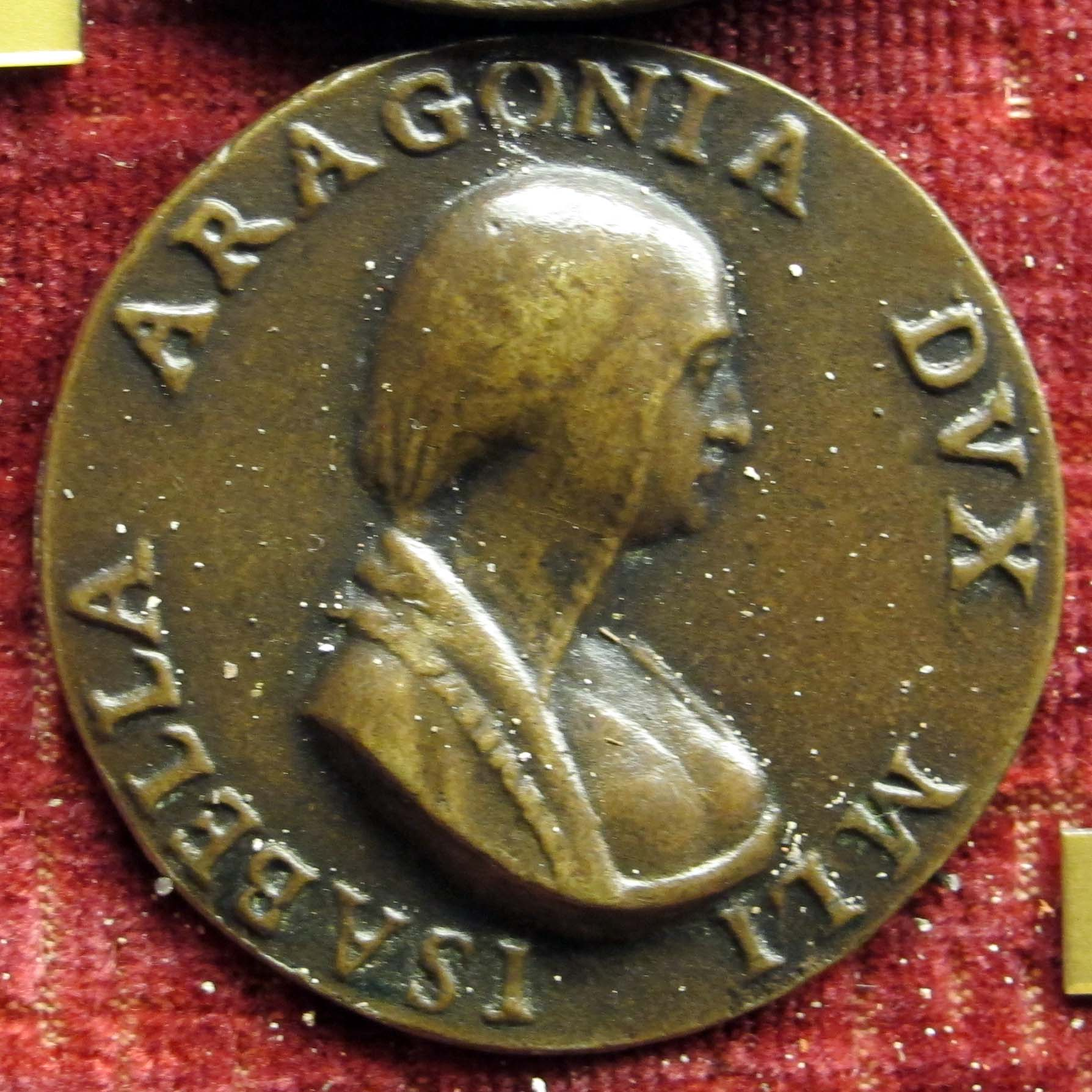
Médaille d'Isabelle de Naples par Gian Cristoforo Romano.

En décembre 1488, la légation milanaise dirigée par le frère du marié, Ermes, marquis de Tortona, se rend à Naples, où a lieu le 23 décembre le mariage par procuration ,. Le 26 décembre , Isabelle et son entourage partent à la rencontre de son futur mari. Le 18 janvier 1489, elle arrive à Gênes où elle se repose avant de se rendre à Tortona, où l'attend Jean Galéas . La première rencontre des futurs époux a lieu le 24 janvier ,. Le 1er février, Isabelle part de Vigevano vers Milan, où le lendemain, la cérémonie de mariage a finalement lieu au Duomo .
Le diplomate Giacomo Trotti décrit Isabelle à l'occasion du mariage : "la nouvelle duchesse a un visage un peu sombre et n'est pas très belle, mais elle a une belle et gentille personnalité" . Au contraire, d'autres louent la beauté d'Isabelle, comme l'ambassadeur ferrarais qui commente : "elle était si belle et rayonnante qu'elle ressemblait au soleil" . Isabelle est également reconnue pour sa personnalité énergique, alors que son époux est très différent : il est pâle, studieux et mélancolique .
Peu après le mariage, les époux déménagent contre leur gré au château Visconti de Pavie, où leur oncle le régent Ludovic Sforza, duc de Bari, leur a préparé leur résidence ,. Les relations d'Isabelle avec son oncle ne sont pas bonnes. En revanche, la duchesse a une grande sympathie pour l'amante de Ludovic, Cecilia Gallerani . Le mariage d'Isabelle n'est pas non plus un succès au début. Après le mariage, Jean Galéas n'a en effet pas l'intention de consommer l'union . En avril 1490, des rapports faisant état de la virginité persistante d'Isabelle parviennent même à la cour hongroise de sa tante, la reine Béatrice de Naples ,. Après presque treize mois, Isabelle tombe enceinte en mai 1490 ,. Le 30 janvier 1491, lors des célébrations du mariage de Ludovic Sforza et de sa cousine Béatrice d'Este, Isabelle donne naissance à un fils, nommé Francesco Maria en l'honneur de son grand-père et de celui de son mari, Francesco Sforza ,. Cela inquiète Ludovic, car la naissance d'un héritier peut faire du couple ducal des potentielles figures de proue de l'opposition à sa régence, qu'il ne veut pas abandonner. Afin d'affaiblir toute tentative de coup d'État, le duc de Bari fait rapatrier la suite napolitaine de la jeune femme et l'empêche de nommer et de récompenser des partisans .
Malgré la bonne entente initiale entre Isabelle et Béatrice, de sérieuses querelles de préséance surgissent vite : bien qu'elle soit la duchesse en titre et donc la femme la plus importante de la cour milanaise, Isabelle est éclipsée par sa cousine. Léonard de Vinci crée des spectacles et des décorations en l'honneur de Béatrice, et elle se voit même confier un rôle politique comme ambassadrice ducale à Venise en 1493 . En revanche, Isabelle et sa famille sont privées de fonds et elle est obligée de demander une augmentation de son allocation . Il n'est pas surprenant qu'elle ait écrit à son père pour lui demander d'intervenir en sa faveur . Ludovic utilise ses liens napolitains à son avantage, décrivant Isabelle comme travaillant dans l'intérêt de sa famille pour dominer son mari et obtenir le pouvoir à Milan . Au fil du temps, le conflit entre Isabelle et Ludovic, alimenté par Béatrice d'Este, s'intensifie . Le régent donne à Isabelle une chambre sombre et peu sûre destinée à la décourager de rester à Milan . Il assume également la responsabilité d'éduquer Francesco Maria, l'isolant de ses parents . Lorsque les tentatives de discussions échouent, Isabelle fait des efforts pour se rapprocher de sa cousine et amie d'enfance, qui en échange de son aide l'exhorte à éloigner de la cour la maîtresse du régent, Cecilia Gallerani .
Les relations avec son mari se détériorent rapidement. Le duc préfère en effet la compagnie de jeunes hommes à celle de sa femme, et il désapprouve ses passe-temps. Leurs querelles deviennent violentes ,. À l'automne 1492, un scandale éclate lorsque Isabelle est accusée de tentative de meurtre . Jalouse de l'affection particulière de Jean Galéas pour un certain Rozone, la duchesse demande à ses domestiques d'empoisonner non seulement le favori, mais aussi Galeazzo Sanseverino, qu'elle accuse de persuader le duc de mener une vie de débauche . Le roi Ferdinand Ier de Naples, informé de la situation, répond qu'il est impossible qu'Isabelle ait tenté d'empoisonner Galeazzo, qui « est aimé d'eux comme un fils et s'est toujours révélé être un bon serviteur et un bon parent » ; quant à Rozone, il justifie le comportement de sa petite-fille, se disant en effet surpris que "par désespoir" elle n'ait pas fait pire .
Le duc de Bari profite de cet incident pour discréditer complètement Isabelle, qui vit depuis lors dans un isolement complet - n'apparaissant que lors des cérémonies officielles . Lorsque le 26 janvier 1493 elle donne naissance à une fille, Ippolita (nommée en l'honneur de sa grand-mère maternelle, la duchesse de Calabre), l'événement passe inaperçu, car la veille est né le fils de Ludovic, Maximilien, ce qui est salué par une cérémonie digne d'un héritier, ce qui a été refusé au fils d'Isabelle . Le 2 février 1494 à Vigevano, la duchesse donne naissance à une autre fille, Bona, nommée en l'honneur de sa grand-mère paternelle Bonne de Savoie.
Ludovic poursuit désormais ouvertement son ambition de contrôle absolu sur Milan, y compris de sa politique étrangère. Sa politique anti-aragonaise est loin d'être favorable à Isabelle et à sa famille. En réponse aux actions du régent, le père d'Isabelle encourage les ambitions françaises sur Milan. Comprenant le poids de cette menace, le duc de Bari rompt les relations diplomatiques avec la cour napolitaine et noue une alliance avec l'empereur Maximilien Ier du Saint-Empire en le mariant à la sœur de Jean Galéas, Blanche-Marie Sforza. L'empereur est en effet le seul à avoir le pouvoir d'accorder le duché à Ludovic . Pendant ce temps, Isabelle et son mari sont confinés au château Visconti de Pavie, où ils sont virtuellement prisonniers .

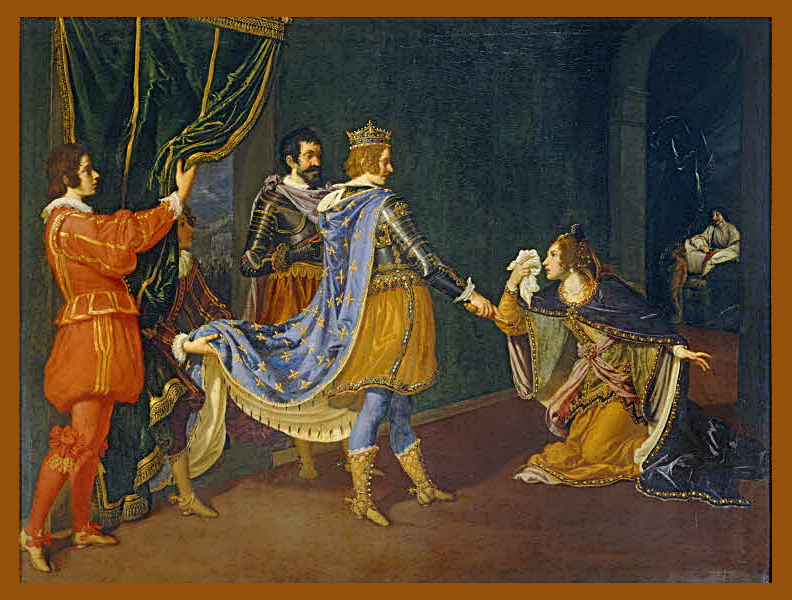
Isabelle d'Aragon implorant Charles VIII, par Giovanni Bilivert.

Le régent milanais encourage Charles VIII de France à attaquer Naples et à écarter la menace du père d'Isabelle. Lorsque le roi de France, en route vers Naples, entre dans le duché de Milan en octobre 1494, il est bien accueilli par Ludovic et Béatrice . Isabelle fait alors appel à Charles VIII. Elle le supplie, en larmes, d'avoir pitié de son père ; Charles VIII est embarrassé mais il a de la sympathie pour son mari, mourant . La plaidoirie d'Isabelle est vaine, et son père est chassé de son trône par les Français en 1495. Philippe de Commynes, faisant partie de la suite française, est témoin de la scène. Il écrit à ce propos : « Elle aurait dû prier pour elle-même, qui était encore une jeune et belle dame. » . Cette citation est particulièrement pertinente si l'on considère que la chute de Naples n'est pas la seule tragédie qui lui arrive à cette époque : Jean Galéas connaît une rechute de ses maux d'estomac qui, après plusieurs jours d'agonie, entraînent sa mort le 21 octobre 1494 ,,. Dès le lendemain, la noblesse proclame Ludovic Sforza comme nouveau dirigeant de Milan ,.

### Veuvage
Isabelle, qui est alors enceinte, est très affectée par le décès de son mari et par la prise du pouvoir de Ludovic Sforza . Pendant près de six semaines, elle se retire avec ses enfants au château Visconti de Pavie, où elle évite les visiteurs. Le 6 décembre 1494, Ludovic convainc Isabelle de revenir avec ses enfants au Castello Sforzesco à Milan , le nouveau duc s'installant à La Roccheta avec sa famille . Pendant son séjour à Milan, Isabelle est placée sous surveillance, et empêchée de contacter le monde extérieur. Malgré son isolement, elle mène une vie somptueuse. En février 1495, la duchesse douairière donne naissance à sa plus jeune fille, Bianca (du nom de la grand-mère d'Isabelle et de Jean Galéas, Blanche Marie Visconti) . Dix mois plus tard, le 18 décembre, le père d'Isabelle, le roi Alphonse II de Naples, meurt, et le 7 septembre 1496, son frère Ferdinand II de Naples le suit dans la tombe. Peu de temps après, sa fille Bianca, âgée de dix-huit mois, s'éteint à son tour . En 1496, deux des enfants de Ludovic, Leone et Bianca Giovanna, meurent également, et la présence d'Isabelle et de ses enfants commence à irriter le souverain de Milan. La duchesse douairière s'installe donc dans l'ancien palais des Sforza près de la cathédrale de Milan, laissant son fils à la cour ducale. En 1497, Béatrice d'Este, son ancienne amie et rivale, meurt en couches, à l'âge de vingt et un ans.
Pour Ludovic, la mort de sa femme n'est que le début de ses malheurs : en 1499, après une expédition du roi Louis XII de France, il est contraint à l'exil . Cependant, toute satisfaction qu'Isabelle pourrait tirer de la chute de son rival est vite réduite à néant. En effet, la duchesse douairière demande à Louis XII de nommer son fils duc de Bari, titre qui appartient à la famille Sforza , mais le roi, constatant la popularité grandissante du jeune Francesco auprès des Milanais, réagit en l'emmenant en France , assurant à Isabelle qu'il envisage de le marier avec sa fille. En réalité, Louis XII trompe la duchesse en plaçant Francesco dans un monastère . Elle refuse de perdre espoir quant au retour de son fils et demande au roi des Romains Maximilien Ier de le libérer. Cependant, ses efforts s'avèrent infructueux et elle n'a jamais revu son fils . Ceci, ainsi que la destitution de sa famille à Naples, conduit Isabelle à développer une profonde haine envers les Français .
La duchesse douairière reçoit de modestes revenus de Louis XII et se rend à Naples avec ses deux filles. Sur le chemin, elle rend visite à des parents à Mantoue et à Bologne. À la mi-février 1500, elle séjourne à Rome avec son demi-frère illégitime Alphonse d'Aragon, duc de Bisceglie, époux de Lucrèce Borgia, fille du pape Alexandre VI. Isabelle et ses filles sont accueillies à Naples par son oncle, le roi Frédéric ,,,. La défaite finale de Ludovic à la bataille de Novare le 8 avril 1500 améliore sa situation financière, son oncle le roi de Naples ordonnant aux vassaux des Sforza de lui verser un impôt. Isabelle tente ensuite de se battre, avec l'aide de sa belle-sœur Blanche Marie, reine consort des Romains, pour le rétablissement des droits de son fils sur le duché de Milan, mais cela aboutit finalement à un échec . Pendant ce temps, la situation dans le royaume de Naples n'est pas sûre : Louis XII est en effet déterminé à faire valoir à nouveau les revendications françaises sur Naples. Les représentants du roi de France ainsi que ceux du roi Ferdinand II d'Aragon et de la reine Isabelle Ire de Castille signent un traité secret à Grenade le 11 novembre 1500 . Les souverains français et espagnols s'accordent pour attaquer Naples, la conquérir et la partager immédiatement entre eux. Louis XII recevrait ainsi Terra di Lavoro et les Abruzzes ainsi que les titres de roi de Jérusalem et de roi de Naples.
En réfléchissant aux tragédies qui lui sont arrivées, la duchesse douairière de Milan commence à signer ses lettres sous le nom d'Isabelle, unique dans son malheur .

### Duchesse de Bari
Attaqué par Louis XII et ses alliés, le pape Alexandre VI et son fils César Borgia, et trahi par son cousin Ferdinand II d'Aragon qui prétendait être son allié, Frédéric Ier de Naples choisit de traiter avec le roi de France, et en échange de quelques concessions financières (dont les revenus du comté du Maine) , il cède ses droits au trône napolitain à Louis XII le 1er août 1501.
Après la défaite de son oncle, Isabelle et sa famille se retrouvent emprisonnées sur l'île d'Ischia. Là, en 1501, sa fille Ippolita, âgée de huit ans, meurt. Après des négociations avec les représentants espagnols, la duchesse douairière de Milan obtient les titres de duchesse suo jure de Bari, de princesse de Rossano et de dame d'Ostuni, que Louis XII avait refusés à son fils . Ironiquement, Isabelle apparaît désormais elle-même comme une usurpatrice puisque Bari aurait dû passer à Maximilien, le fils de Ludovic Sforza et Béatrice d'Este . Son acquisition du duché semble être une forme de compensation pour ses malheurs passés.
La cérémonie de prise de possession des terres a lieu en avril 1502. Isabelle vit alors avec sa fille Bona au Castello Normanno-Svevo. Elle soutient le développement de l'éducation, de la musique et de la littérature à Bari. Il y a de nombreux poètes et artistes de la Renaissance à sa cour , dont l'écrivain Amedeo Cornale. C'est aussi à sa cour qu'a lieu l'impression du premier livre de Bari . Son administration profite grandement au duché, qui entre dans une période de renaissance et de floraison culturelle qui contraste avec la précédente administration des parents aragonais d'Isabelle .

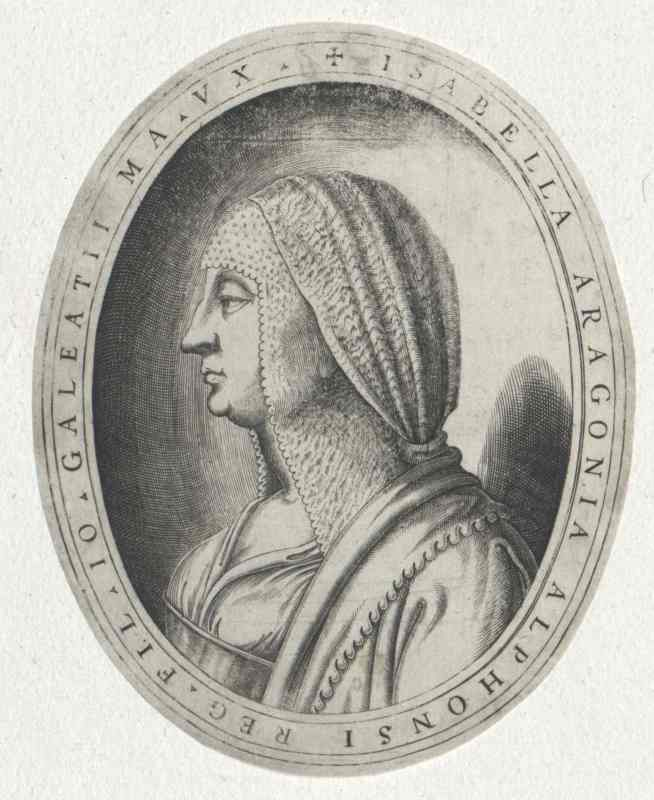
Gravure d'Isabelle de Naples, Bibliothèque nationale autrichienne.

En gardant à l'esprit ses expériences antérieures, Isabelle se donne également pour priorité de renforcer les défenses du Castello Normanno-Svevo, en s'assurant qu'il soit prêt à supporter les assauts subits par Milan et Naples . Cet accent mis sur la sécurité s’avère pertinent. En effet, en juillet 1502, Gonzalo Fernández de Córdoba y Aguilar distribue une petite partie de ses forces à Bari, sous la protection d'Isabelle. Cela conduit les Français à envisager une attaque contre le duché ; il est en effet soutenu que ce serait un moyen avantageux de mener la guerre contre les Espagnols. Cependant, cette éventualité est évitée lorsque les idéaux de la chevalerie sont pris en considération . Même si Isabelle a peut-être évité le danger en raison de son sexe, cela lui rappelle que son emprise sur Bari est loin d'être assurée. Outre la construction de défenses, sa vie à Milan a appris à la duchesse que la sécurité politique est également essentielle. Elle introduit donc une surveillance plus rigoureuse des agents publics, garantissant ainsi que leur corruption notoire soit combattue .
Durant la guerre entre l'Espagne et la France, pour des raisons de sécurité, Isabelle se retire quelque temps à Naples. Elle revient bientôt à Bari, emmenant avec elle le fils de son demi-frère Alphonse et de Lucrèce Borgia, Rodrigue d'Aragon, duc de Bisceglie, dont l'éducation lui est confiée . La duchesse entretient des relations amicales avec Lucrèce, qui lui envoie de nombreux cadeaux . En 1506, elle accueille à Bari son cousin Alphonse Ier d'Este, duc de Ferrare, troisième époux de Lucrèce Borgia .
Après avoir repris Bari, la duchesse s'occupe des questions administratives et se bat pour récupérer ses biens perdus. En 1513, elle demande au conseil municipal d'augmenter les salaires des enseignants des écoles publiques et de les exonérer d'impôts .
En 1510, la fille d'Isabelle tombe gravement malade. La duchesse demande alors au couvent de Santa Maria della Nuova de prier pour la santé de la princesse. Après le rétablissement de Bona, elles font un pèlerinage au couvent, à qui elles offrent des cadeaux de remerciement . En janvier 1512, la duchesse apprend la mort tragique de son fils Francesco, décédé après une chute de cheval alors qu'il chassait à Angoulême. En août de la même année, le neveu et pupille d'Isabelle, Rodrigue d'Aragon, décède à Bari . Après la mort de son fils, Isabelle se consacre entièrement à son seul enfant survivant, Bona . Sous la direction de Crisostomo Colonna et Antonio De Ferrariis , la princesse reçoit une éducation humaniste, qui comprend l'enseignement de la politique .
Initialement, Isabelle souhaite que Bona épouse son cousin Maximilien Sforza, qui séjourne à Innsbruck à la cour de l'empereur Maximilien Ier, dans l'espoir d'unir les deux branches rivales de la famille , et aussi dans le but de donner à sa fille le pouvoir à Milan. À cet effet, Isabelle demande aux autorités municipales de Bari en 1515 de décréter une dot pour Bona. Le 5 janvier, il est donc décidé de payer à la duchesse 18 000 ducats. Cependant, Maximilien hésite à se marier, et Isabelle envoie alors son confident à Rome pour y chercher de l'aide. Finalement, le contrôle de Maximilien sur le duché de Milan s'avère trop faible à ce stade et les Français reprennent le territoire au lendemain de la bataille de Marignan le 13 septembre 1515. À Rome, il est également proposé de marier Bona au prince Philippe de Savoie, frère cadet du duc Charles II. En fin de compte, aucun de ces projets de mariage ne se concrétisent .
Le 5 octobre 1515, Barbara Zápolya, épouse du roi Sigismond Ier de Pologne, décède des suites de complications après avoir donné naissance à sa seconde fille. Sans descendance mâle légitime, il est attendu que le souverain polonais se remarie. La famille Zápolya est opposée aux Habsbourg, ce dont l'empereur romain germanique Maximilien Ier est conscient. Afin d'éliminer les sentiments anti-Habsbourg en Pologne, Maximilien Ier demande à Sigismond Ier d'épouser une princesse choisie par lui . Bona Sforza figure sur la liste des candidates sélectionnées. Isabelle envoie alors le tuteur de sa fille, Crisostomo Colonna, à Vienne pour veiller aux intérêts de la princesse . Les autres candidates étant exclues pour diverses raisons, Sigismond Ier consent finalement à épouser Bona au printemps 1517  .
Le 6 décembre 1517, Isabelle assiste au mariage par procuration de sa fille, financé par des hausses d'impôts extraordinaires à Bari , et célébré en présence de nombreux membres de l'aristocratie italienne à Castel Capuano. Le marié est représenté par le châtelain de Kalisz, Stanisław Ostroróg ,. Le jour même, le contrat est signé, et Isabelle s'y engage à payer au roi Sigismond 100 000 ducats, dont la moitié peu après l'arrivée de Bona en Pologne, et l'autre moitié les deux années suivantes . Il est également stipulé que la duchesse ne peut plus vendre ses biens, dont Bona doit hériter. Isabelle couvre également les frais de voyage de sa fille à Cracovie ,. Le 11 décembre, les représentants du duché de Bari reconnaissent donc officiellement Bona comme l'unique héritière de sa mère et se déclarent vassaux de la princesse . En raison du froid de l'hiver, Isabelle reporte à plusieurs reprises le voyage de sa fille en Pologne . Enfin, le 3 février 1518, la duchesse dit au revoir à son unique enfant survivant, qui quitte Naples pour se rendre au château du Wawel. Pour commémorer leurs adieux, Isabelle fait graver l'empreinte du pied de Bona dans la pierre, accompagné de l'inscription : "Ici se tenait la reine de Pologne lorsqu'elle dit au revoir à Donna Isabelle, sa mère, la duchesse de Milan" . Comme sa mère, Bona est connue pour sa personnalité énergique ; elle n'a pas peur d'être ouvertement en désaccord avec son mari et est la mécène de nombreux artistes. Cependant, contrairement à Isabelle, elle réussit créer sa propre faction politique dans son pays d'accueil .
Fin 1518, Isabelle envisage de se rendre en Pologne pour rendre visite à sa fille, qui est aux derniers stades de sa première grossesse. Cependant, le voyage est annulé en raison du décès de la tante de la duchesse, la reine douairière Jeanne de Naples, le 27 août de la même année. Jeanne a en effet légué à Isabelle une grande fortune, qui est aussi revendiquée par Charles Quint. Afin de récupérer le legs de sa tante, la duchesse doit s'adresser à la plus haute cour napolitaine. Elle demande l'aide de son gendre, qui envoie son secrétaire, Johannes Dantiscus, en Espagne . En aidant Isabelle, Sigismond espère que la dot de Bona serait versée plus tôt. L'affaire n'étant pas réglée, le roi de Pologne envoie à Charles Quint en avril 1520 un autre ambassadeur, Hieronymus Łaski, mais cette mission se solde également par un échec. L'occasion de clarifier les choses se présente lorsque Dantiscus se rend à nouveau directement auprès de Charles. En chemin, le secrétaire royal s'arrête en Espagne, où, le 24 février 1523, il discute de l'héritage d'Isabelle avec le chancelier Gattinara . En juillet 1523, Sigismond Ier envoie son secrétaire, Jost Ludwig Dietz, auprès d'Isabelle, pour l'aider à résoudre le conflit en cours. Isabelle ne vit toutefois pas assez longtemps pour voir la résolution de l'héritage de sa tante.
Durant ses dernières années, Isabelle voit la naissance de quatre de ses six petits-enfants : Isabelle, Sigismond II Auguste, Sophie et Anna. N'abandonnant pas l'idée d'unir les branches rivales de la famille Sforza, Isabelle envoie des émissaires en Pologne pour proposer le mariage de sa petite-fille aînée, Isabelle, avec Francesco II Sforza, le nouveau duc de Milan . Cependant, Sigismond refuse car l'emprise de Francesco II sur Milan est ténue et contestée.

### Mort
Début octobre 1523, Isabelle tombe gravement malade. Début février 1524, la maladie s'aggrave et la duchesse décède quelques jours plus tard, le 11 février, à l'âge de cinquante-trois ans . Initialement enterrée à Bari, sa dépouille est ramenée à Naples et inhumée en l'église San Domenico Maggiore. Sur son tombeau se trouve un quatrain écrit par un certain Hieronymus Sforza, qui la qualifie de descendante de cent rois, faisant allusion à l'ancienneté de sa famille .
En 2012, sa dépouille est examinée, et il apparaît qu'elle était atteinte de syphilis. Ses dents présentent en effet une teneur élevée en mercure, qui était utilisé de manière inefficace pour traiter la syphilis, et qui a donné une couleur noire à son émail dentaire, dont la majeure partie a été éliminée par abrasion. L'étude conclut qu'elle a été empoisonnée par ses propres médicaments ,.

## Descendance
De son mariage avec Jean Galéas Sforza naissent :
- Francesco (1491-1512) ;
- Ippolita (1493-1501) ;
- Bona (1494-1557) qui épouse, le 15 juin 1518, le roi Sigismond Ier de Pologne ;
- Bianca (1495-1497).